# My House (chanson de Beyoncé)
 (mai 2025).
La mise en forme du texte ne suit pas les recommandations de Wikipédia : il faut le « wikifier ».
Les points d'amélioration suivants sont les cas les plus fréquents. Le détail des points à revoir est peut-être précisé sur la page de discussion.
- Les titres sont pré-formatés par le logiciel. Ils ne sont ni en capitales, ni en gras.
- Le texte ne doit pas être écrit en capitales (les noms de famille non plus), ni en gras, ni en italique, ni en « petit »…
- Le gras n'est utilisé que pour surligner le titre de l'article dans l'introduction, une seule fois.
- L'italique est rarement utilisé : mots en langue étrangère, titres d'œuvres, noms de bateaux, etc.
- Les citations ne sont pas en italique mais en corps de texte normal. Elles sont entourées par des guillemets français : « et ».
- Les listes à puces sont à éviter, des paragraphes rédigés étant largement préférés. Les tableaux sont à réserver à la présentation de données structurées (résultats, etc.).
- Les appels de note de bas de page (petits chiffres en exposant, introduits par l'outil «  Source ») sont à placer entre la fin de phrase et le point final[comme ça].
- Les liens internes (vers d'autres articles de Wikipédia) sont à choisir avec parcimonie. Créez des liens vers des articles approfondissant le sujet. Les termes génériques sans rapport avec le sujet sont à éviter, ainsi que les répétitions de liens vers un même terme.
- Les liens externes sont à placer uniquement dans une section « Liens externes », à la fin de l'article. Ces liens sont à choisir avec parcimonie suivant les règles définies. Si un lien sert de source à l'article, son insertion dans le texte est à faire par les notes de bas de page.
- La présentation des références doit suivre les conventions bibliographiques. Il est recommandé d'utiliser les modèles {{Ouvrage}}, {{Chapitre}}, {{Article}}, {{Lien web}} et/ou {{Bibliographie}}. Le mode d'édition visuel peut mettre en forme automatiquement les références.
- Insérer une infobox (cadre d'informations à droite) n'est pas obligatoire pour parachever la mise en page.

Pour une aide détaillée, merci de consulter Aide:Wikification.
Si vous pensez que ces points ont été résolus, vous pouvez retirer ce bandeau et améliorer la mise en forme d'un autre article.
Singles de Beyoncé
Cuff It Texas Hold 'Em
My House est un single de la chanteuse américaine Beyoncé, dévoilé le 1er décembre 2023 sous les labels Parkwood Entertainment et Columbia Records pour promouvoir la sortie de son film Renaissance: A Film by Beyoncé. Le morceau apparaît dans le générique de fin du film et rend hommage à sa ville natale : Houston au Texas.

## Contexte et composition
Après la sortie de son album Renaissance en 2022, Beyoncé a surpris ses fans en dévoilant My House lors de la diffusion en salles du film retraçant sa dernière tournée en date (Renaissance World Tour) intitulé Renaissance: A Film by Beyoncé. Ce titre marque sa première sortie musicale solo depuis cet album.
Le morceau est structuré en deux parties distinctes et présente des sonorités électro, rappelant l'ambiance house de l'album Renaissance. Il mêle des éléments de house, de rap et de trap.

## Interprétations en live
Beyoncé a interprété une partie de My House lors de sa performance au match de Noël de la NFL, le 25 décembre 2024.
My House a d'ailleurs été de nouveau inclus dans la setlist du Cowboy Carter Tour de 2025, avec cette fois-ci une version plus longue.